# Challenger Lugano 2010
Il Challenger Lugano 2010, noto anche come BSI Challenger Lugano, è stata la dodicesima e ultima edizione di un torneo professionistico di tennis maschile giocato sulla terra rossa e faceva parte dell'ATP Challenger Tour 2010. Il torneo si è giocato a Lugano in Svizzera dal 7 al 13 giugno 2010.

## Partecipanti

### Teste di serie
| Nazionalità | Giocatore          | Ranking* | Testa di serie |
| ----------- | ------------------ | -------- | -------------- |
| Svizzera    | Stan Wawrinka      | 24       | 1              |
| Italia      | Potito Starace     | 60       | 2              |
| Portogallo  | Frederico Gil      | 100      | 3              |
| Portogallo  | Rui Machado        | 104      | 4              |
| Brasile     | Thiago Alves       | 107      | 5              |
| Russia      | Tejmuraz Gabašvili | 114      | 6              |
| Italia      | Filippo Volandri   | 118      | 7              |
| Spagna      | Alberto Martín     | 123      | 8              |

- Ranking al 24 maggio 2010.

### Altri partecipanti
Giocatori che hanno ricevuto una wild card:
- Marco Crugnola
- Sandro Ehrat
- Alexander Sadecky
- Stan Wawrinka

Giocatori con uno Special Exempt:
- Robin Haase

Giocatori passati dalle qualificazioni:
- Farruch Dustov
- Olivier Patience
- Nicolas Renavand
- Bruno Rodríguez

## Campioni

### Singolare
Stan Wawrinka ha battuto in finale  Potito Starace 6(2)–7, 6–2, 6–1

### Doppio
Frederico Gil /  Christophe Rochus hanno battuto in finale  Santiago González /  Travis Rettenmaier, 7–5, 7–6(3)